# IX Giochi sudamericani
I IX Giochi sudamericani si sono svolti a Medellín, in Colombia, dal 19 al 30 marzo 2010.
I Giochi, a cui hanno preso parte atleti provenienti da 15 nazioni sudamericane, sono stati, come tutte le precedenti edizioni, organizzati sotto il patrocinio della Organización Deportiva Sudamericana (ODESUR).

## Sport
- Tiro con l'arco
- Atletica leggera (Under-23)
- Badminton
- Baseball
- Pallacanestro
- Beach volley
- Bowling
- Pugilato
- Canoa
- Ciclismo
- Tuffi
- Equitazione
- Scherma
- Calcio
- Futsal
- Ginnastica artistica
- Judo
- Pallamano

- Karate
- Pattinaggio artistico su rotelle
- Softball
- Canottaggio
- Vela
- Tiro
- Squash
- Nuoto
- Nuoto sincronizzato
- Tennis tavolo
- Taekwondo
- Tennis (Under-20)
- Triathlon
- Pallavolo
- Pallanuoto
- Sci nautico
- Sollevamento pesi
- Lotta

## Medagliere
Paese ospitante
| Posiz. | Nazione          | Oro | Argento | Bronzo | Totale |
| ------ | ---------------- | --- | ------- | ------ | ------ |
| 1      | Colombia         | 144 | 124     | 104    | 372    |
| 2      | Brasile          | 133 | 119     | 103    | 355    |
| 3      | Venezuela        | 89  | 77      | 97     | 263    |
| 4      | Argentina        | 54  | 76      | 107    | 237    |
| 5      | Cile             | 25  | 32      | 52     | 109    |
| 6      | Perù             | 19  | 19      | 33     | 71     |
| 7      | Ecuador          | 16  | 21      | 57     | 94     |
| 8      | Bolivia          | 2   | 1       | 8      | 11     |
| 9      | Uruguay          | 1   | 8       | 4      | 13     |
| 10     | Paraguay         | 1   | 7       | 4      | 12     |
| 11     | Guyana           | 1   | 1       | 2      | 4      |
| 12     | Antille Olandesi | 1   | 0       | 3      | 4      |
| 13     | Aruba            | 0   | 0       | 2      | 2      |
| 14     | Panama           | 0   | 0       | 2      | 2      |
| 15     | Suriname         | 0   | 0       | 2      | 2      |
| Totale | Totale           | 486 | 485     | 580    | 1551   |